# Richard Arendt
Wilhelm Richard Arendt (* 19. Mai 1878 in Orșova, Rumänien; † 25. Juni 1953 in Frankfurt am Main) war ein deutscher Elektroingenieur und Manager.

## Leben
Richard Arendt studierte von 1896 bis 1899 an der Technischen Hochschule Hannover, gehörte seit 1896 der Hannoverschen Burschenschaft Arminia an, und war von 1901 bis 1903 als Ingenieur bei Bergmann in Wien tätig. Danach arbeitete er bis 1907 als Oberingenieur und wurde im Anschluss Vorstandsmitglied der Elektrizitäts-AG in Bukarest. Im Oktober 1919 kehrte er als Oberingenieur nach Deutschland zurück. 1920 wurde er Vorstandsmitglied und Direktor der Elektrizitäts-AG vormals W. Lahmeyer & Co. (EAG) in Frankfurt am Main. 1944 war Richard Arendt noch für diese Aktiengesellschaft tätig.